# Episodi di The Life & Times of Tim (terza stagione)
La terza stagione della serie animata The Life & Times of Tim, composta da 10 episodi, è stata trasmessa negli Stati Uniti, da HBO, dal 16 dicembre 2011 al 17 febbraio 2012.
In Italia la stagione è inedita.
| nº | Titolo                                  | Prima TV USA     |
| -- | --------------------------------------- | ---------------- |
| 1  | The Model from Newark                   | 16 dicembre 2011 |
| 1  | Tim's Hair Looks Amazing                | 16 dicembre 2011 |
| 2  | Percey Davis Boulevard                  | 23 dicembre 2011 |
| 2  | Cool Uncle Stu Balls                    | 23 dicembre 2011 |
| 3  | The Caddy's Shack                       | 30 dicembre 2011 |
| 3  | The Sausage Salesman                    | 30 dicembre 2011 |
| 4  | Super Gay Eduardo                       | 6 gennaio 2012   |
| 4  | The Pros and Cons of Killing Tim        | 6 gennaio 2012   |
| 5  | A Tale of Two Rodneys                   | 13 gennaio 2012  |
| 5  | Keith to the Rescue                     | 13 gennaio 2012  |
| 6  | Pudding Boy                             | 20 gennaio 2012  |
| 6  | The Celebrity Who Shall Remain Nameless | 20 gennaio 2012  |
| 7  | Strip Club Hostage Situation            | 27 gennaio 2012  |
| 7  | Game Night                              | 27 gennaio 2012  |
| 8  | Action-Packed Heist                     | 3 febbraio 2012  |
| 8  | Fall Foliage                            | 3 febbraio 2012  |
| 9  | The Well Dressed Snitch                 | 10 febbraio 2012 |
| 9  | Pray for the Jets                       | 10 febbraio 2012 |
| 10 | The Smug Chiropractor                   | 17 febbraio 2012 |
| 10 | Corporate Disaster                      | 17 febbraio 2012 |